# Prix André-Boingnères
Le prix André-Boingnères est une course hippique fondée en [Quand ?]. Il se déroule plusieurs fois par an sur plusieurs hippodromes en France :
- André-Boingnères, Grand Prix des Jeunes, Toulouse, hippodrome de la Cépière ;
- prix André-Boingnères, Bordeaux, hippodrome du Bouscat ;
- prix André-Boingnères, Bordeaux, hippodrome du Béquet, La Teste de Buch ;
- prix André-Boingnères, course hippique de steeple chase se déroulant au mois d'avril sur l'hippodrome d'Auteuil. C'est une course à conditions réservée aux chevaux de course de 5 ans. Elle se court sur 4 400 mètres.

André Boingnères (1904 - 1978), industriel et homme d'affaires bordelais, marié à Paulette Dionori-Pecci, première danseuse de l’opéra national de Rouen dans les années 1930 et issue d’une des plus grandes familles d’Italie, avec qui il eut 2 enfants. Il fut propriétaire d’une des plus importantes écuries de courses du sud-ouest dès avant-guerre (39-45), avec entraîneur privé (trois seulement en 46 ans : Armand Saint-Paul 1934-1956, Louis Dubourg 1956-1964 et Armand Dibos 1964-1980). Son écurie remporta plus de 1500 victoires entre 1932 et 1978. Il fut Président de la Société Sportive de Bordeaux à l'origine de l’actuelle Société des Courses de La Teste, et dès 1960 rénova l’hippodrome du Bequet à La Teste-de-Buch où il créa le meeting d’été actuel ainsi que son centre d’entraînement. Il fut l’instigateur du rachat de l’hippodrome par la commune dont le fondateur fut le grand éleveur Jacques Meller auquel il avait acheté son premier cheval. Il fut ensuite durant de nombreuses années président de la Fédération régionale des Courses du Sud-Ouest et vice-président de la Fédération nationale.
Il fut en outre propriétaire du château Saint-Ahon à Caychac - Gironde (cru bourgeois - haut médoc) et maire de 1951 à 1976 de Termes d'Armagnac (Gers), son village natal.